# Aechmea subintegerrima
Espèce
Classification phylogénétique
Aechmea subintegerrima est une espèce de plantes de la famille des Bromeliaceae, endémique du Brésil.

## Synonymes
- Ronnbergia brasiliensis E.Pereira & I.A.Penna[1]
- Streptocalyx laxiflorus Philcox [non-légitime][1] ;
- Streptocalyx subintegerrimus Philcox[1].

## Distribution
L'espèce est endémique de l'État de Bahia au Brésil.